# Command & Conquer: Renegade
Command & Conquer: Renegade è un videogioco della serie Command & Conquer, pubblicato da Westwood Studios nel febbraio 2002 (pochi mesi dopo l'uscita dell'espansione Yuri’s Revenge, ottobre 2001, per il gioco Command & Conquer: Red Alert 2, ottobre 2000). Renegade è l'unico gioco della serie a non appartenere al genere strategia in tempo reale; si tratta infatti di uno sparatutto in prima persona. Renegade consente al giocatore di immergersi nel mondo di Command & Conquer: Tiberian Dawn, anche pilotando i numerosi mezzi corazzati del gioco originale (Il rapporto fra Renegade e Tiberian Dawn è quindi lo stesso che intercorre fra World of Warcraft e Warcraft III).

## Trama
La trama si svolge parallelamente agli eventi di Tiberian Dawn e vede contrapposte, ancora una volta, l'organizzazione terroristica del "Nod" contro le forze coalizzate della Global Defense Initiative.

## Seguito
Non furono sviluppate espansioni per Renegade. Tuttavia, fu reso disponibile da Westwood un kit che consentiva al giocatore la creazione di mappe personalizzate. Fu invece annunciato un seguito Renegade 2, la cui trama avrebbe dovuto mettere in relazione l'universo della serie Tiberian con quello, apparentemente non correlato, della serie Red Alert. Presentato alla Electronic Arts e basato su un innovativo motore 3d, il progetto Renegade 2 fu in seguito abbandonato a causa delle vendite ridotte di Renegade.